# Universidade Estadual Paulista em São João da Boa Vista
A Faculdade de Engenharia de São João da Boa Vista (FE ou FESJ, como é mais conhecida) é uma das 34 Unidades Universitárias que compõem a Universidade Estadual Paulista “Júlio de Mesquita Filho”, uma das três universidades públicas do Estado de São Paulo.
A FESJ foi criada  em 08 de março de 2012, após aprovação do Conselho Universitário da Unesp. Os recursos para implantação do novo curso de Engenharia de Telecomunicações, foi repassado pelo governador Geraldo Alckmin, por meio da Lei Complementar 1177, de 11 de junho de 2012.
Atualmente possui o curso de Engenharia Eletrônica e de Telecomunicações e Engenharia Aeronáutica em período integral onde a cidade é considerada como "um grande polo de desenvolvimento tecnológico"  e tem grande concentração de empresas de Tecnologia da Informação e Comunicações .
As obras de construção do novo Campus se iniciaram no dia 06 de março de 2013, e foi finalizado no final de 2015, tendo as aulas iniciadas no primeiro semestre de 2016.
As atividades de Pós-Graduação se iniciam em 2018 a partir do Programa de Pós-Graduação em Engenharia Elétrica Interunidades ICTS e FESJ, uma parceria entre a Faculdade de Engenharia de São João da Boa Vista e o Instituto de Ciências e Tecnologia de Sorocaba oferecendo o curso de mestrado em Engenharia Elétrica.

## Ingresso
Para ingressar nos cursos de graduação da Faculdade, assim como para todos os outros cursos da UNESP, o aluno deve prestar o vestibular realizado pela Vunesp (Fundação para o Vestibular da Universidade Estadual Paulista). No vestibular do final do ano a instituição oferece os cursos de Engenharia Eletrônica e de Telecomunicações e Engenharia Aeronáutica. 